# Donori (Abat de Sant Quirze)
Donori (segle XIV) fou abat del monestir Sant Quirze de Colera sense que se'n sàpiga amb precisió les dates, només se sap que ho era el 1356. No se sap pràcticament res més d'aquest abat. Un altre aspecte que es pot comentar d'ell és que en la visita que va fer el cronista Jeroni Pujades al segle xvii afirma que va poder veure la seva làpida sepulcral, que malauradament no s'ha conservat en una visita que va fer al cenobi a finals del segle xvi.